# Алиса д’Ибелин
Алиса д’Ибелин (фр. Alice d'Ibelin, 1304/1306 — после 6 августа 1386) — королева Кипра, титулярная королева Иерусалима.
Алиса была единственным ребёнком Ги Ибелина, сеньора Никосии, и Изабеллы д’Ибелин. В 1308 году она лишилась отца, а в 1315 — матери.
В 1310 году Алиса была помолвлена с Анри Лузиньяном, сыном Амори Тирского, однако в том же году Амори был убит, и его семье пришлось бежать в Киликийскую Армению, в результате чего помолвка была аннулирована.
В 1318 году Алиса вышла замуж за Гуго Лузиньяна, сына коннетабля Кипра Ги де Лузиньяна (на этот брак потребовалось разрешение Папы). В том же году Гуго унаследовал от отца должность коннетабля, а в 1324 году стал королём. 15 апреля 1324 года Алиса короновалась в Соборе Святой Софии в Никосии в качестве королевы Кипра, а 13 мая в Фамагусте — в качестве королевы Иерусалима.
Дети Гуго и Алисы:
- Ги де Лузиньян (1315/16 — до 24 сентября 1343), коннетабль Кипра с 1336/8, номинальный князь Галилеи, женат на Марии де Бурбон.
- Эшива де Лузиньян (1322-24 — умерла от чумы 1363), замужем за инфантом Фернандо Майорка, графом д’Омела (III/IV.1317 — ок. 1343/47)
- Пьер (Пётр) I (9 октября 1328 — 17 января 1369). Наследник отца, король Кипра и Иерусалима (10.10.1359—1369), король Армении (1368—69), номинальный граф Триполи до 1346, основатель рыцарского ордена Меча (1347),
- Жан де Лузиньян (1329/30—1375), номинальный князь Антиохии, регент Кипра
- Жак I (1334 — 9 сентября 1398), король Кипра (1369—1398), номинальный король Армении и Иерусалима (1382—1398),
- Томас де Лузиньян, (умер 15 ноября 1340)
- Перро де Лузиньян, (умер 29 июня 1353)
- Маргарита де Лузиньян (ум. после 1373); в 1347/49 вышла замуж за Готье де Дампьер-сюр-Салон, сенешаля Кипра.

В 1358 году Гуго отрёкся от престола, и в следующем году скончался. В 1368 году Алиса вышла замуж за Филиппа Брауншвейг-Грубенгагенского, коннетабля Иерусалима (на этот брак также потребовалось разрешение Папы), который скончался год спустя.
Алиса скончалась в 1386 году. Её правнучкой была королева Кипра Анна де Лузиньян.